# Cassine
Cassine (Tiếng Piemonte: Cassèine) là một thị trấn và công xã của tỉnh Alessandria trong khu vực Piemonte của Ý. Nó nằm cách thị trấn Alessandria khoảng 21 km về phía tây nam trên bờ trái sông Bormida tại Alto Monferrato Acqui Terme.

## Phân chia đô thị và lân cận
Ngoài phần nội thị của Cassine (capoluogo) còn có 3 frazioni nằm trong ranh giới công xã: Caranzano, Gavonata, Sant'Andrea.
Cassine có ranh giới với các công xã sau: Alice Bel Colle, Castelnuovo Bormida, Gamalero, Maranzana, Mombaruzzo, Ricaldone, Rivalta Bormida, Sezzadio và Strevi.

## Lịch sử
Trong thế kỷ 10 thị trấn nằm trong phạm vi cai quản của Giám mục Acqui. Muộn hơn, vào năm 1164, hoàng đế Frederick I Barbarossa ban vùng đất này cho hầu tước Montferrat. Tuy nhiên, do nằm tại rìa của hầu quốc Ghibellin, nên sự kiểm soát Cassine bị những người Guelph của Alessandria tranh chấp. Họ đã xâm chiếm và tiêu hủy thị trấn này năm 1231 và sau đó thu cống vật hàng năm từ đây. Năm 1404 thị trấn bị condottieri Facino Cane (1360-1412) chiếm đóng. Sau đó nó được tăng cường phòng thủ: năm 1451 nó bị hầu tước Montferrat vây hãm; năm 1556 nó bị Charles V, hoàng đế La Mã thần thánh chiếm đóng; và năm 1644 bị người Pháp chiếm lấy. Năm 1707 Cassine bị sáp nhập vào Vương quốc Sardegna và từ thời gian đó số phận của nó giống như các thị trấn khác trong vùng Piedmont.

## Các điểm đáng chú ý
- Nhà thờ St. Francis (thế kỷ 12), theo kiểu kiến trúc Lombard-Gothic, có mặt tiền bằng gạch được trang trí bằng cửa tò vò và 2 tháp chuông (1 gần đây, khoảng năm 1644)
- Palazzo Zoppi (thế kỷ 14). Nó có các bức bích họa thế kỷ 15 ở bên trong. Nhà thờ nhỏ trong sân trong có chứa bức tranh thế kỷ 14 thuộc trường phái Piedmont.

## Người Cassine nổi tiếng
- Pietro Rava (1916–2006), cầu thủ bóng đá.
- Luigi Tenco (1938–1967), ca sĩ, nghệ sĩ và nhạc sĩ sáng tác người Italia nổi tiếng.